# Тимофєєв Володимир Федорович
Володи́мир Фе́дорович Тимофє́єв (* 5 (17) серпня 1858, Полтава — 14 грудня 1923) — український хімік, професор.

## Життєпис
1881 року закінчив Харківський університет.
У 1882—1899 роках викладав у Харківському університеті, від 1894 року — професор.
У 1900—1907 роках — професор Київського політехнічного інституту. У 1906—1908 роках — ректор Київського політехнічного інституту Імператора Олександра II. Від 1907 року — професор Харківського університету.
Протягом 1912—1919 років — директор Харківського комерційного інституту
Від 1922 року — директор Українського інституту прикладної хімії Укрраднаргоспу (Харків).
Від 1923 року — керівник науково-дослідної кафедри фізичної хімії Наркомосвіти УРСР. 
Помер у Харкові.

## Наукова діяльність
Праці Тимофєєва присвячені дослідженню розчинності неорганічних і органічних речовин у неводних розчинниках залежно від температури. На основі вимірювання теплових ефектів підтвердив наявність хімічних процесів під час утворювання неводних розчинів.